# 完顏彀英
完顏彀英（1106年—1179年），本名叫撻懶。金國宗室完顏銀朮可之子。

## 早年
完顏彀英年幼時聰明機警，有志有膽，當初他束髮成兩角時，金太祖阿骨打見到彀英，對他的機敏很驚奇。十六歲時，父親銀朮可授與彀英鎧甲，讓他跟隨自己攻伐遼國，時常命令他擔當先鋒，朝廷授與他世襲謀克。
宗翰從太原回到西京，由銀朮可率兵圍攻太原，彀英在行伍之間，屢次立功。南宋派兵數萬人去救太原，大軍到太原南關，銀朮可和他的弟弟拔離速、完顏婁室等迎擊宋兵，在隘窄的巷子間，一個宋國兵卒揮刀向拔離速砍來，彀英眼疾手快，一刀砍斷了這名兵卒的手腕；另一兵卒又從旁拿槍刺殺拔離速，彀英又砍斷了他的槍並追殺他。奪取太原後，南下河東諸州，攻打汴京，彀英都立下了戰功。彀英和都統馬五率領軍隊巡行漢水流域，到達上蔡，彀英擔當先鋒打敗了孔家軍。宗輔攻打開州，彀英率先登城，不幸被流箭射中嘴巴，睿宗親自探視他，創傷沒有痊癒，他強撐着起來，去進攻大名府。論功排次序，宗弼第一，彀英僅次於他。攻打東平，彀英功勞位居第一。
拔離速前去揚州襲擊康王趙構，彀英擔當先鋒。拔離速在江南追蹤宋孟後，彀英前行奔往潭州。宋國大軍駐在常武，彀英用精選出來的兵士迫近常武城，打敗宋軍一千多人。第二天，城中出兵來應戰，彀英指揮五百騎兵打敗了他們，獲得戰馬二百匹，於是進一步攻打常武城。拔離速把諸軍擺成陣，位居彀英後面，彀英率領五百騎兵擺成小陣，沖在前面，彀英當即指揮騎兵馳向宋軍，宋軍大亂，於是殺得宋軍大敗。拔離速陣前觀看彀英率騎兵在宋軍中盤旋廝殺，讚賞驚嘆不已。
此後，河東的郡縣中多有叛亂，彀英又以先鋒攻克絳州。再攻沁州，突然飛過來炮彈片擊傷了彀英的右腋下肋骨，眾人把他抬回到營中休息。各路軍隊攻打沁州，三天未能打下，副將骨赤皮強扶起彀英，彀英指揮士卒，終於攻克了沁州。
彀英署理河東路都統，跟隨左監軍移剌余睹招撫西北各部落。彀英率領騎兵三千五百人馬掃平了其中九個部落，擒獲俘虜三千人，馬、牛、羊共十五萬匹。他作為先鋒帶兵攻打宋朝吳山的軍隊，再戰再勝，在隘挫敗宋兵，宋兵死者數不勝數，餘下的都逃遁。
宗弼又去攻打和尚原，彀英帶領自己的部隊攻破宋軍五萬人的防守，奪得新叉口，宗弼留下人手、馬匹駐守這個地方。當天夜裏，天降大雪，道路都結了冰，和尚原宋兵勢力強大不能夠正面攻取。宗弼採用彀英提供的策略，從傍近高山樹叢草木繁茂能遮蔽的地方插入敵營，出其不意地進攻，終於奪取了和尚原。
彀英提請宗弼快速進入大散關，自己帶領本部走在最前面開路，以防備敵方伏兵。宗弼到達仙人關，彀英先要攻關，宗弼制止，彀英不聽，宗弼用刀背擊他的頭盔，命令他退下，彀英說：「敵兵士氣已經沮喪，不乘這個時機攻取它，以後一定要對此後悔的。」結果果然一如彀英所說。宗弼嘆氣說：「既往不咎。」於是班師回朝。彀英仍然在最前面開路，邊戰邊退，就這樣到了秦中。
劉齊剛廢除的時候，元帥右監軍撒離喝奉旨安撫治理各郡，車馬疾行，沿途驛站提供人手、馬匹及糧食，兼程而進。當他到達同州，原本是齊國觀察使的李世輔出城迎接，假裝墜落馬下，自稱胳膊摔折，讓人把自己抬回去。撒離喝入城後，李世輔使用詭計派遣一名通判去向撒離喝獻上鎧甲，這名通判讓十名壯士披甲上廳侍候，李世輔突然從影壁後面出來，讓壯士抓住撒離喝。彀英剛剛牽馬到了城外，事變發生得太倉促，彀英來不及入城，城門已經關閉，而且都有衛兵把守。到了東門，遇到了合答雅帶領三十多騎人馬，於是打破東門、殺了守衛。然而李世輔一伙人已從西門出城，彀英與合答雅襲擊他們，一進一退以拖住李世輔，讓他不能快速行進。李世輔怕撒離喝的救兵來到，於是讓撒離喝與他盟議，放撒離喝以讓彀英等人不要追趕他。李世輔把撒離喝留在路旁，彀英聽到撒離喝的聲音，救他上了馬一起歸來。彀英拜為安遠大將軍，兼任太原府尹。從此四處邊境都很安定。彀英當時還兼任河東南、北兩路兵馬都總管。
朝廷把河南、陝西還給南宋，不久又再收復回來，軍隊直開到耀州。南宋人民每天早上天明出城，張開旗幟檢閱隊伍，到黃昏時收兵回城。道路狹窄，騎兵不能施展優勢。彀英請求帶兵五百人，頭一天黃昏時候先派五十人趕到山頂，命令他們說：「明天天明看到敵人出城，你們就舉起旗幟，指向他們所面向的方位。」把剩餘的四百五十人埋伏在山谷間。第二天天剛明，城中宋人像以前一樣出城閱兵，這時候山頂上彀英的兵士舉起了旗幟，他事先安排在山谷間的伏兵迅速行動，宋兵爭先恐後奔馳入城。彀英指揮自己的隊伍登城，拔下宋軍的旗幟，樹立起金軍的旗幟。宋兵跑在後面未進城的看見城上金軍旗幟便停步不前，不敢入城，於是紛紛投降，城中宋兵也投降了。
南宋吳玠擁有重兵佔據涇州，涇原以西各地宋軍多數與他呼應，金軍元帥撒離喝想退兵把守京兆，等候河南、河東軍隊。彀英說：「我軍退守，吳玠一定會去攻取鳳翔、京兆、同、華等地，佔據潼關，那樣我們的屬下將無一倖免被殺戮。」撒離喝說：「你建議採取什麼對策？」彀英說：「事情危急，不如速戰速決。我軍在涇州的南原擺開陣勢，宋兵必然會從西原而來。彀英與斜補出各率精選騎兵五百人馬分別摧毀宋兵兩翼，元帥向他們中間進攻，可以得到成功。」監軍拔離速說：「他們兩位分別攻擊宋兵左右兩側，拔離速願意進攻他的中部。元帥您可以佔據山脊，多多插上旗幟作為疑兵，可以得到成功。」撒離喝聽從了他們的建議。吳玠的隊伍果然從西原而來，彀英、斜補出打他左右兩側，從天明至中午，吳玠左右翼軍隊逐漸退卻，拔離速迎着吳玠軍正前方發動衝擊，終於打敗了吳玠的軍隊，當時戰死者屍橫遍地，縱橫相枕而臥，躺滿山間流水裏。從此蜀人喪氣，不敢再出兵，於是關、陝地方也安定下來。
彀英歷任行台，吏部、工部侍郎，追隨宗弼巡視邊境，後來升遷為刑部尚書，又轉任元帥左都監。天德二年（1150年），又升遷任右監軍。在元帥府的職務被免除後，改任山西路統軍使，帶領西南、西北兩路招討兵馬，由於無功被定罪，降職為臨海軍節度使，歷任平陽、太原府尹。正隆六年（1161年）作為中都留守，兼西北面都統，征討契丹撒八，將軍隊駐紮在歸化州。

## 拜相
金世宗在遼陽即位，派遣彀英的侄子阿魯瓦帶着御詔前往歸化，任命彀英為左副元帥，讓他派使者召見陝西統軍徒單合喜，宣佈改用大定年號取代，免除西南、西北招討司，河東、河北、山東諸路州鎮，調猛安的軍隊去駐守京城。阿魯瓦見到彀英，說了世宗旨意，彀英猶豫不決，但士卒們都想歸順世宗，彀英不得已，才接受了詔書。彀英以元帥的身份下令下屬各路軍隊，急忙修建泥馬槽二萬具，其他諸路軍聽說這事，以為世宗的大軍就要到了。然後彀英派人去宣佈他們無罪，所到之處大家都聽從命令。
大定元年（1161年）十一月，完顏彀英率軍到中都，同知留守完顏璋請他到府中議事。彀英懷疑完顏璋設有圈套，於是表面上假裝答應，安排禮節儀仗扮作將要前往的模樣，暗中卻率領騎兵隨從出了施仁門，駐紮在通州。彀英在三河面見世宗，世宗詔令彀英順便規劃安排一下河南、陝西、山東邊境事務。大定二年（1162年）正月，彀英到了南京，又收復了汝、潁、嵩等州縣，世宗授他世襲猛安的稱號和榮譽。並召他入宮拜平章政事，其後罷免。又任命為東京留守，還未去上任，又改任為濟南府尹。
當初，彀英因為是宿將依仗有功勞，在南京居功自傲，貪污不少財物，又不體諒軍情民情。世宗因而詔令詢問他邊境的情況，彀英不予回答，對下詔書的使者說：「你懂得什麼事？等我進宮稟報陳述。」等到召他入宮，他的匯報竟然一句也沒有涉及邊境事務的。彀英高居相位時很自專，自己想辦的事就自己上奏實行。因此罷除彀英東京留守職務，他就忿忿不平不接待賓客，即使是皇上近臣，他亦往往不接見。世宗惱怒，於是改派他到濟南。皇上數落他說：「朕念卿之父親對國家有大功，卿的舊將也都有功，所以才改授你濟南府尹的職務，卿應該知道這些。如果仍然不肯悔過，非但不能保住官爵，身家性命也不能保了。」彀英叩頭謝恩。

## 致仕
過了很久，改任彀英為平陽府尹，但是他辭官不做。又起用為西京留守，因為彀英為母親服喪而辭去官位。後來又被找回來起用，官復原職。不久又被派往東京，又歷任上京尹，皇帝下詔書：「上京王室基業興起，風俗日趨虛偽、詭詐，皇家宗室聚居，號令不聽，難以治理。卿是元老大臣，眾人都聽從信服你，應當匡正風俗，檢查制約宗室，堅持義理，顧全國家大局。」大定十五年（1175年），彀英辭去在上京的職務。
又過了很久，史臣向世宗進獻了《太宗、睿宗實錄》，世宗說：「太宗、睿宗當政時親眼看見這些事的，只有彀英一人還在。」於是下詔讓修訂、編撰這部實錄的溫迪罕締達前往北京彀英家裏訪問，許多不實或有誤之處因而得到了更正。

## 逝世
大定十九年（1179年），完顏彀英逝世，享年七十四歲。彀英前後總計因功勞被賞賜十一次，他曾受賞黃金二百五十兩，白銀六千五百兩，絹八百匹，綿二千匹，馬三百十四匹，牛羊六千五百頭，奴婢一百三十人。